# گمینا ژگوو (استان لهستان بزرگ‌تر)
گمینا ژگوو (استان لهستان بزرگ‌تر) (به لهستانی:  Gmina Rzgów) یک گمینا در لهستان است که در شهرستان کونگن واقع شده‌است. گمینا ژگوو ۱۰۴٫۶۸ کیلومتر مربع مساحت و ۶٬۸۱۸ نفر جمعیت دارد.